# No Name City (Film)
No Name City ist ein österreichischer Dokumentarfilm aus dem Jahre 2006 über den gleichnamigen Western-Erlebnispark No Name City in Wöllersdorf-Steinabrückl in Niederösterreich.

## Daten
Der Film dauert 86 Minuten und wurde unter der Regie von Florian Flicker und Georg Misch (Co-Regie) nach einem Drehbuch von Flicker gefertigt. Produziert wurde er von 	Mischief Films mit Ralph Wieser, Georg Misch und Peter Janecek. Mit diesem Dokumentarfilm wurde 2006 das Diagonale-Filmfestival in Graz eröffnet.

## Rezension
- Michael Omasta schreibt im Falter vom 21. April 2006: In der No Name City, dreißig Kilometer südlich vor Wien gelegen, ist alles genauso echt, wie es auch unecht ist. Echt unecht also. Die Schießeisen, die Stetsons, der Saloon, der Sheriff, die Schmalspurbahn: ein Leben in Kulissen. Nur die Probleme hier sind, wie überall anders sonst, echt echt. Daraus erklärt sich, vielleicht, die recht eigenartige Form des gleichnamigen Films: "No Name City" ist ein Dokumentarfilm, zweifellos – allerdings einer, in dem alle Protagonisten, inklusive des Filmemachers, zugleich auch Schauspieler sind, „das Stück“, das sie proben, aber nichts mit Kunst zu tun hat, sondern Leben heißt.

- Hans Schifferl schreibt am 29. März 2006 in der Süddeutschen Zeitung: Flicker versucht in seiner melancholischen Moritat über spätkapitalistische Zeiten eine Wahrheit herauszukitzeln aus verlogenem Gehabe. Und er ahnt dabei, dass sich die Gegensätzlichkeit zwischen Gut und Böse, zwischen weltoffener Kunst und engstirniger Spießigkeit, aufzulösen scheint. Auch die „kleine Welt“ kann in seltenen Augenblicken zur Utopie werden.

- Petra Schaner schreibt auf allesfilm.com:"In auf den ersten Blick wenig zusammenhängenden Sequenzen verwickelt Flicker seine (Selbst-) Darsteller in Gespräche über das Leben in der Stadt, Freundschaft und Rivalität und über unerwünschte Hierarchien. Nach und nach entwickelt sich daraus fast so etwas wie ein Stadtporträt und dabei entsteht ein eher trostloses Bild, woran auch die Auswahl der Bilder schuld sein könnte. Ständig schwenkt der Blick über die leeren Wege, man sieht Menschen, die trotz ihrer idealistischen Einstellung mit ihrem Optimismus oft am Ende sind."[2]

## Festivals
- Diagonale, Graz 2006